# Kiesmonarchie
Een kiesmonarchie of gekozen koningschap is een monarchale staatsvorm waarbij de vorst niet op basis van erfopvolging wordt aangesteld, maar door verkiezing - zo goed als altijd door een beperkte groep van de bevolking.

## Historische voorbeelden

### Afrika
De koning (Mwene Kongo) van het Koninkrijk Kongo werd sinds de 14e eeuw door een raad van ouderen verkozen uit respectievelijk de Kimpanzu- of Kimulazu-clan (tot 1661).
Tot in 1960 werden er in Rwanda koningen (mwami) verkozen (laatste: Kigeli V van Rwanda).

### Amerika
In het Azteekse Rijk werd uit de leden van de koninklijke familie degene die het bekwaamste werd gevonden tot tlahtoani (gebieder) gekozen.

### Azië
In het Kalifaat van de Rashidun koos een kleine groep sahaba (metgezellen van Mohammed) uit hun midden een nieuwe kalief (= opvolger van Mohammed).
In de kanaten van Turkse, Mongoolse en andere Euraziatische federaties van (semi-pastorale) ruiternomaden, werd de kan meestal ook verkozen. In het Mongoolse Rijk werd tijdens de khuriltai een nieuwe Grootkan verkozen uit de uitgebreide familie van Dzjengis Khan.

### Europa

#### Romeinse Rijk
Hoewel Romeinse keizers vaak door hun zonen werden opgevolgd, bleef het idee bestaan dat het de senaat was die de keizer in zijn bevoegdheden bevestigde (zie bijvoorbeeld: Lex de imperio Vespasiani) en dus in zekere zin verkoos. De soldatenkeizers tijdens de crisis van de derde eeuw waren door hun soldaten door acclamatio (acclamatie (politiek)) tot keizer uitgeroepen generaals en dus door deze verkozen.

#### West-Europa: Frankische Rijk, Frankrijk en Duitsland
Het gekozen koningschap kwam veel voor onder de Germaanse stammen die zich in het Romeinse Rijk zouden vestigen. De Merovingen wisten door de idee van hun koningsheil lange tijd de troon in hun familie te bewaren, maar zouden hun macht zien afnemen ten voordele van hun hofmeiers.:62-63, 97 Ten slotte zou de laatste hofmeier, Pepijn de Korte, door het advies van de paus in te roepen de koningstitel weten te verwerven. Hij stelde namelijk de vraag: Is het een juiste toestand dat bij de Franken degene die de macht heeft, niet de koningstitel draagt? Waarop de paus tot antwoord gaf dat beter hij, die de macht had, ook de koningstitel kon voeren.:103 Daarop zette Pepijn de Merovingische koning af en liet zichzelf te Soissons tot koning der Franken verkiezen. Het prestige van de Karolingen zorgde er echter voor dat dezen tot in de 9e eeuw zonder echte betwisting de troon bestegen. De afzetting van Karel de Dikke, na diens desastreuze verdediging van het rijk tegen de Vikingeninvallen, in 887 zorgde ervoor dat er maar liefst drie niet-Karolingers - twee Robertingen (waaruit het Huis Capet voortkwam) en Rudolf uit de familie van de Bosoniden - op de Oost-Frankische troon kwamen.:117, 205
Toen de laatste Karolinger, Lodewijk V van West-Francië, in 987 overleed, hield Adalbero van Reims een rede in Senlis waarin hij betoogde dat Hugo Capet tot koning van Frankrijk moest worden gekozen: Het koningschap krijgt men niet op grond van erfrecht; men moet slechts hem op de troon verheffen, die zich zowel door zijn lichamelijke welgeschapenheid als door zijn geestelijke wijsheid onderscheidt, die door het geloof gesterkt en door grootmoedigheid gesteund wordt.:206 Om de opvolging door zijn zoon te garanderen, liet Hugo Capet zijn zoon Robert reeds kort na zijn eigen verkiezing door de Rijksgroten tot mede-koning verkiezen, een praktijk die door zijn opvolgers uit het Huis Capet twee eeuwen lang zou worden nagevolgd.:206 Het was Filips II Augustus die rond 1200 er niet langer meer voor koos zijn zoon Lodewijk tot mede-koning te laten verkiezen en wiens zoon na zijn dood zonder problemen tot koning van Frankrijk werd uitgeroepen (interessant om op te merken is echter dat Filips II Augustus het Franse Kroongebied en dus de macht van zijn familie onder zijn regering enorm had weten uit te breiden en dat zijn zoon ook langs moederskant afstamde van de Karolingen).:260
Toen in 911 met Lodewijk het Kind de laatste Karolingische heerser van het Oost-Frankische Rijk (voorloper van Heilige Roomse Rijk) stierf, werd Koenraad I van Franken tot nieuwe koning verkozen.:127 Deze duidde op zijn sterfbed zijn broer, Hendrik de Vogelaar, aan (designatio) omdat hij meende dat deze de enige was om zich te kunnen doen gelden als koning.:127 Toch moest ook deze nog door de Rijksgroten in zijn koningschap worden bevestigd.:127 Het kwam in het Oost-Frankische Rijk steeds weer tot  een dynastieke wissel, omdat vele koningen geen directe mannelijke erfgenamen nalieten.:128
Rond de 13e eeuw had zich in het Heilige Roomse Rijk het principe doorgezet dat de rooms-koning door een aantal keurvorsten werd gekozen en doorgaans tot keizer gekroond door de paus. Wanneer hij stierf, kozen de keurvorsten een nieuwe keizer. Sinds 1438 kwamen deze (op een na, van 1742 tot 1745) allemaal uit het huis Habsburg, dat dankzij haar Hausmacht zo machtig was geworden dat maar weinige vorsten het tegen hen konden opnemen.

#### Doges
De Republiek Venetië werd van 697 tot 1797 door een verkozen hertog of doge geregeerd. Ook de republieken Amalfi, Genua en Senarica kenden een doge als staatshoofd.

#### Polen-Litouwen
In het Pools-Litouwse Gemenebest koos een groep edelen een nieuwe koning en de Sejm liet die bij zijn regeringsaanvaarding een aantal voorwaarden en garanties tekenen. Tijdens het kieskoningschap was de centrale macht (aanvankelijk) fictief. Men omschrijft de staat daarom ook vaak als een republiek (rzeczpospolita, een letterlijke vertaling van het Latijnse res publica).

## Nog bestaande kiesmonarchieën

### Azië

#### Cambodja
In de kiesmonarchie Cambodja wordt de koning sinds 1993 door een negen man tellende troonraad voor het leven verkozen. De monarch moet van Ang Duong, Norodom of Sisowath afstammen en is vooral belast met representatieve en symbolische taken. Hij stelt ook de door het parlement verkozen regeringsleider formeel aan en erkent ook de door deze voorgestelde andere kabinetsleden.

#### Maleisië
Maleisië is een federatie van dertien staten (en twee federale territoria), waarvan er negen erfelijke vorstendommen zijn. De vorsten (zeven sultans, een raja en een Jang di-Pertuan Besar) verkiezen uit hun eigen midden om de vijf jaar een Jang di-Pertuan Agong (in het westen vaak 'koning' genoemd) en een onderkoning.

#### Verenigde Arabische Emiraten
De Verenigde Arabische Emiraten kennen sinds 1971, net zoals Maleisië, een vijfjaarlijkse verkiezing door de dynastieke emirs (vorsten) van de lidstaten van een president en een premier voor de federatie uit hun eigen midden, maar hier is het een constante traditie dat de machtigste staten, Abu Dhabi en Dubai, telkens in die respectievelijke posten worden bevestigd.

### Europa
De paus, die zetelt op de Heilige Stoel, hoofd is van de Rooms-Katholieke Kerk en vorst van Vaticaanstad, regeert tot zijn dood of (zeldzamer) abdicatie en wordt verkozen door de kardinalen, die zijn benoemd door zijn voorgangers. Elke paus kiest zo mannen uit die hij geschikt acht voor de apostolische successie. In principe kan iedere katholieke kerkelijke hoogwaardigheidsbekleder tot kardinaal worden benoemd, maar in praktijk betreft het steeds priesters, nagenoeg uitsluitend (aarts)bisschoppen, waarbij sommige zetels traditioneel het kardinaalrood krijgen. Hoewel het proces blijk geeft van een neutrale verkiezing, is het resultaat wel een absoluut monarch.
De Grootmeester van de Orde van Malta wordt sinds 1113 verkozen.

## Sociaal-wetenschappelijke perspectieven op kiesmonarchieën
Volgens Brits staatsman Henry Brougham (Lord Chancellor 1830–34) zijn er in Europa tussen 1066 en de Franse Revolutie (1789–99) meer en langere successieoorlogen geweest dan alle andere oorlogen bij elkaar. Successieoorlogen duren van alle oorlogen het langst. Het principe van erfopvolging houdt hen eeuwig in stand – een verkiezingsstrijd is [daarentegen] altijd kort en wordt nooit meer opgerakeld, meende hij en pleitte daarom in 1845 voor een kiesmonarchie om dit probleem op te lossen.
De sociaal-antropoloog Max Gluckman (1911–1975) heeft erop gewezen dat de regelmatige en vaak verliesrijke strijd om de opvolging in kiesmonarchieën, die in Europa vaak de overgang naar een monarchie met erfopvolging hebben bevorderd, een ambivalente dubbele functie lijkt te hebben (gehad). Weliswaar kan het tot afschuwelijke sociale conflicten (burgeroorlogen) komen, anderzijds zijn het juist deze die de monarchie als instelling en daarmee de samenhang van een natie en territorium steeds weer opnieuw versterken of bevestigen. In politiek-sociologische termen uitgedrukt komt het erop neer dat deze regelmatige opvolgingsconflicten daarmee de elites (volgens Vilfredo Pareto elite en reserve-elite) een maatschappij dichter bijeen brengt en secessies worden vermeden.
Gelijkaardige conflicten worden ook teruggevonden in verband met erfopvolging in andere zaken, zoals bijvoorbeeld over ondernemingen. Zo zijn bijvoorbeeld de conflicten tussen de nakomelingen van Richard Wagner over de leiding van de Bayreuther Festspiele bekend.